# Sopečný popel

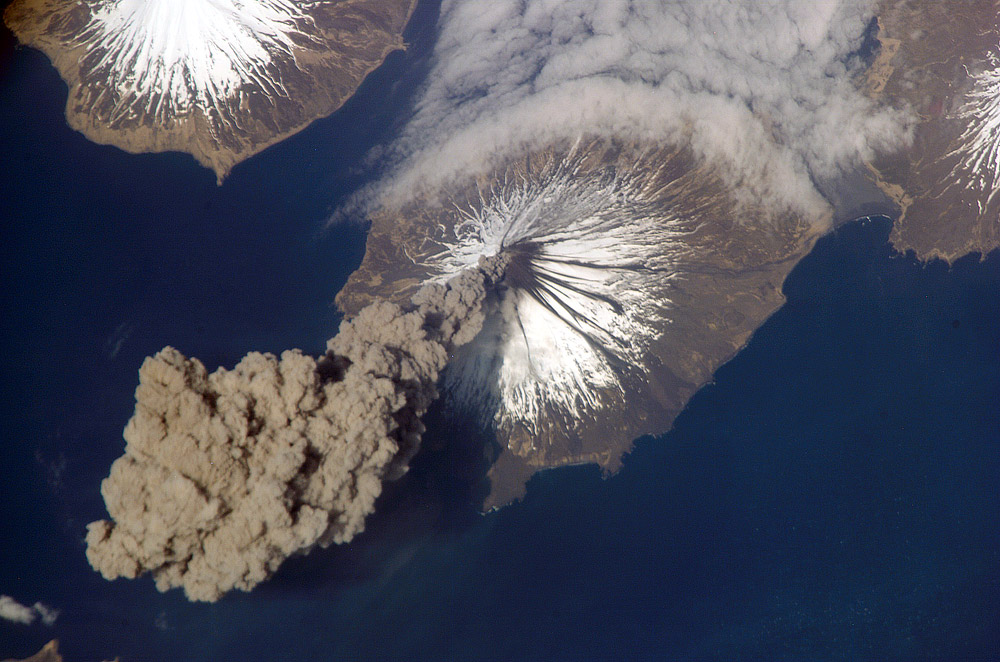
Mračno sopečného popela a prachu uvolněné do atmosféry při sopečné erupci

Sopečný popel je označení sopečného materiálu o velikosti menší než 2 mm, který se řadí do pyroklastického materiálu.

## Vznik a popis
Vzniká při explozivních erupcích magmatu, kdy je vyvrhovaný materiál fragmentován na drobné částečky. Velice efektivním způsobem fragmentace magmatu a tedy vzniku sopečného popela je interakce vystupujícího magmatu s povrchovou či podpovrchovou vodou, tzv. freatomagmatismus. Svojí velikostí menší než 2 mm tvoří klasifikační stupeň před lapilli. Částečky jsou tvořeny třemi hlavními komponentami: fragmenty jednotlivých minerálů, částečkami sopečného skla a lapill a kousky matečné horniny utržené z podloží explozí.

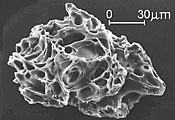
Jedno zrno sopečného popela pod mikroskopem

Jelikož jsou částečky sopečného popela poměrně malé, jsou snadno transportovány společně se sopečným prachem konvektivními proudy vznikajícími nad místem exploze sopky. Tím se dostávají snadno do vrchních vrstev atmosféry, kde se spolupodílí společně se sopečnými plyny na vzniku aerosolu. Sopečný popel vytváří efektivní nukleační základy pro vznik deště či sněžení a tak se po čase z atmosféry vlivem gravitace opět dostává, načež se následně usazuje na povrch. Nejdrobnější částečky sopečného popela jsou schopny v zemské atmosféře poletovat až 3 měsíce a za tu dobu mohou urazit až tisíce kilometrů od místa exploze.

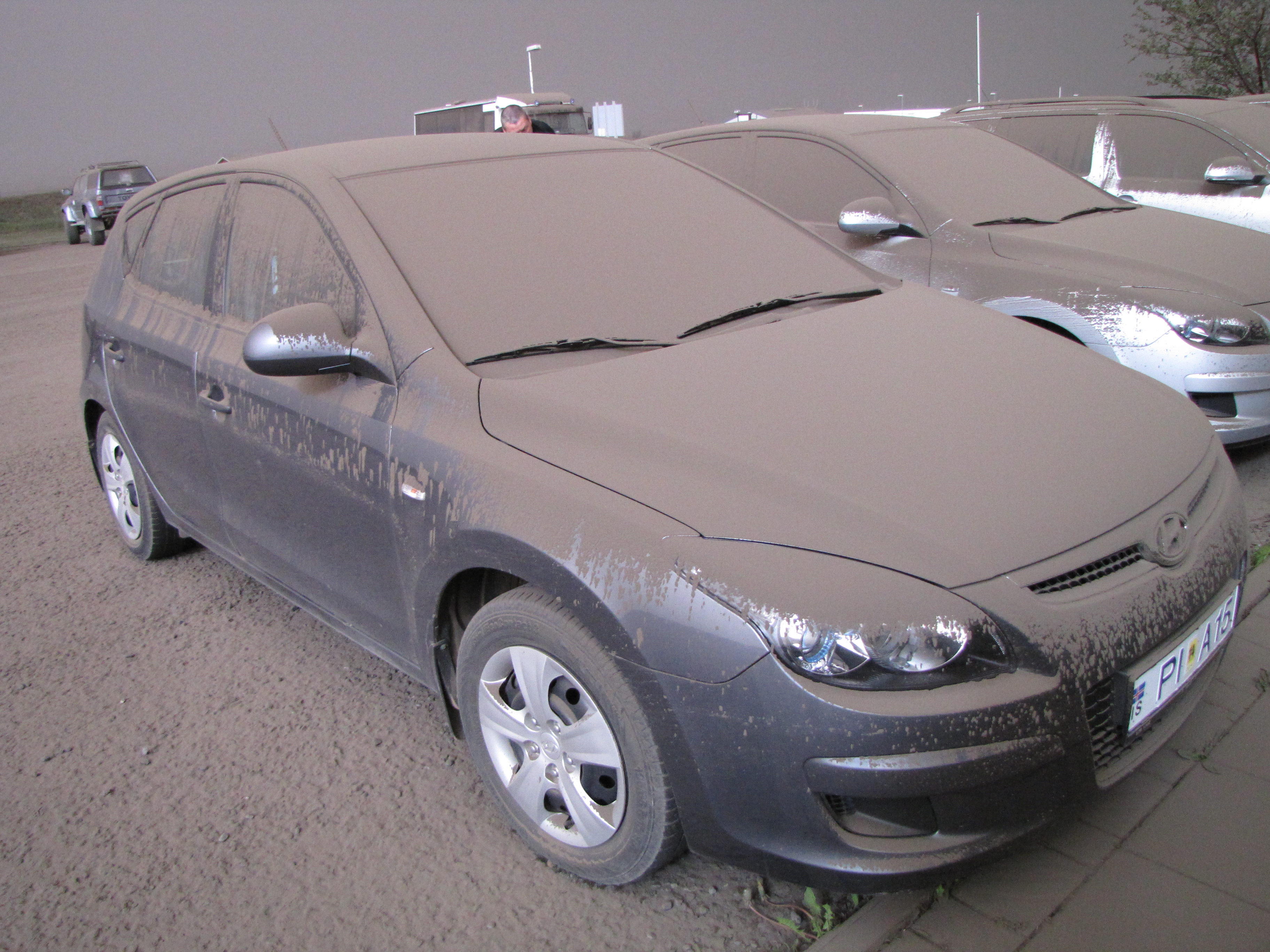
Auto pokryté sopečným popelem při explozi sopky Grímsvötn v roce 2011 na Islandu

Sopečný popel je značně úrodný, nicméně má i negativní dopady na lidskou společnost. Může způsobit jak kolaps střech budov při jeho nadměrné akumulaci, zdravotní problémy, tak i potíže v letecké dopravě, pokud se dostane do leteckých motorů. Například jen mezi lety 1980 až 1998 způsobil popel škody v letecké dopravě za tehdejších 250 miliónů amerických dolarů. Pokud se sopečný popel usadí a je zkompaktněn na pevnou horninu, nazývá se tato hornina tuf.